# Chmielewo (Stare Rakowo)
Chmielewo – niestandaryzowana nazwa, część wsi Stare Rakowo, położona w Polsce w województwie podlaskim, w powiecie kolneńskim, w gminie Mały Płock.

## Historia
W latach 1921–1939 ówczesny folwark i wieś leżała w województwie białostockim, w powiecie kolneńskim (od 1932 w powiecie ostrołęckim), w gminie Mały Płock.
Według Powszechnego Spisu Ludności z 1921 roku zamieszkiwało tu 136 osób, 130 było wyznania rzymskokatolickiego a 6 mojżeszowego. Jednocześnie wszyscy mieszkańcy zadeklarowali polską przynależność narodową. Było tu 28 budynków mieszkalnych. Miejscowości należały do parafii rzymskokatolickiej w Małym Płocku. Podlegały pod Sąd Grodzki w Kolnie i Okręgowy w Łomży; właściwy urząd pocztowy mieścił się w m. Mały Płock.